# 通州区文化馆
39°54′43″N 116°40′52″E / 39.9119147°N 116.6811203°E
通州区文化馆是一家政府全额拨款的公益机构。其设有文艺部、美术部、活动策划部、技术部、非物质文化遗产保护办公室、档案室、办公室、编辑部、总务处、老年活动部。它时常举办培训班、艺术作品展览。

## 历史
- 1930年，河北省立通州实验民众教育馆建立。
- 1931年，县立民众教育馆建立。
- 1949年，二馆合并为通县镇人民文化馆。
- 1951年，分为通县和通州镇人民文化馆。
- 1958年，两馆合并成立通州区文化馆。
- 1984年，迁往西海子西街十四号。[1]
- 2014年，迁往北京市通州区通胡大街76号[2]。

## 荣誉
- 1982年，被评为北京市文化系统先进单位；
- 1990年，被评为全国先进文化馆。